# Monument Valley

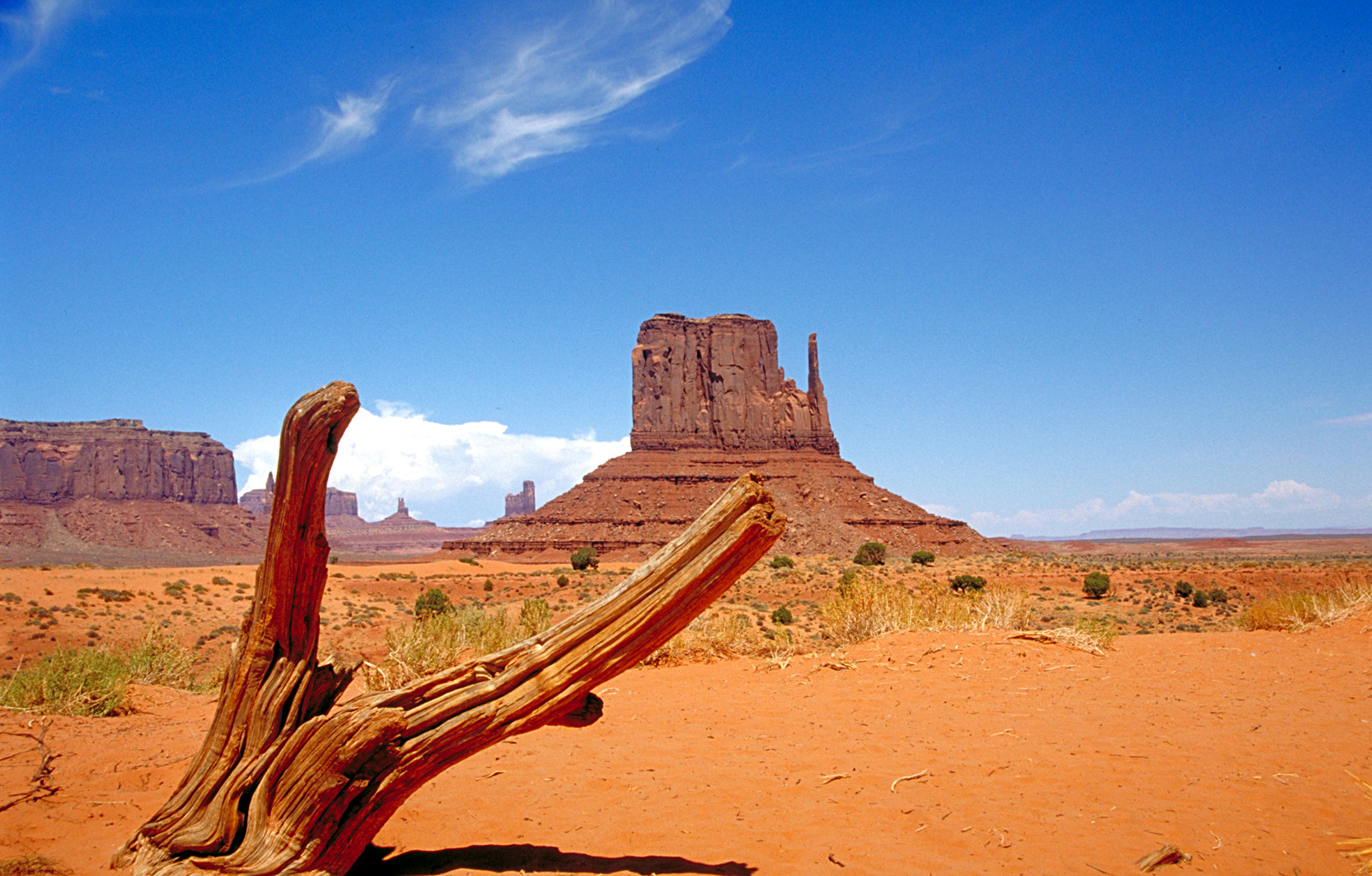
Monument Valley

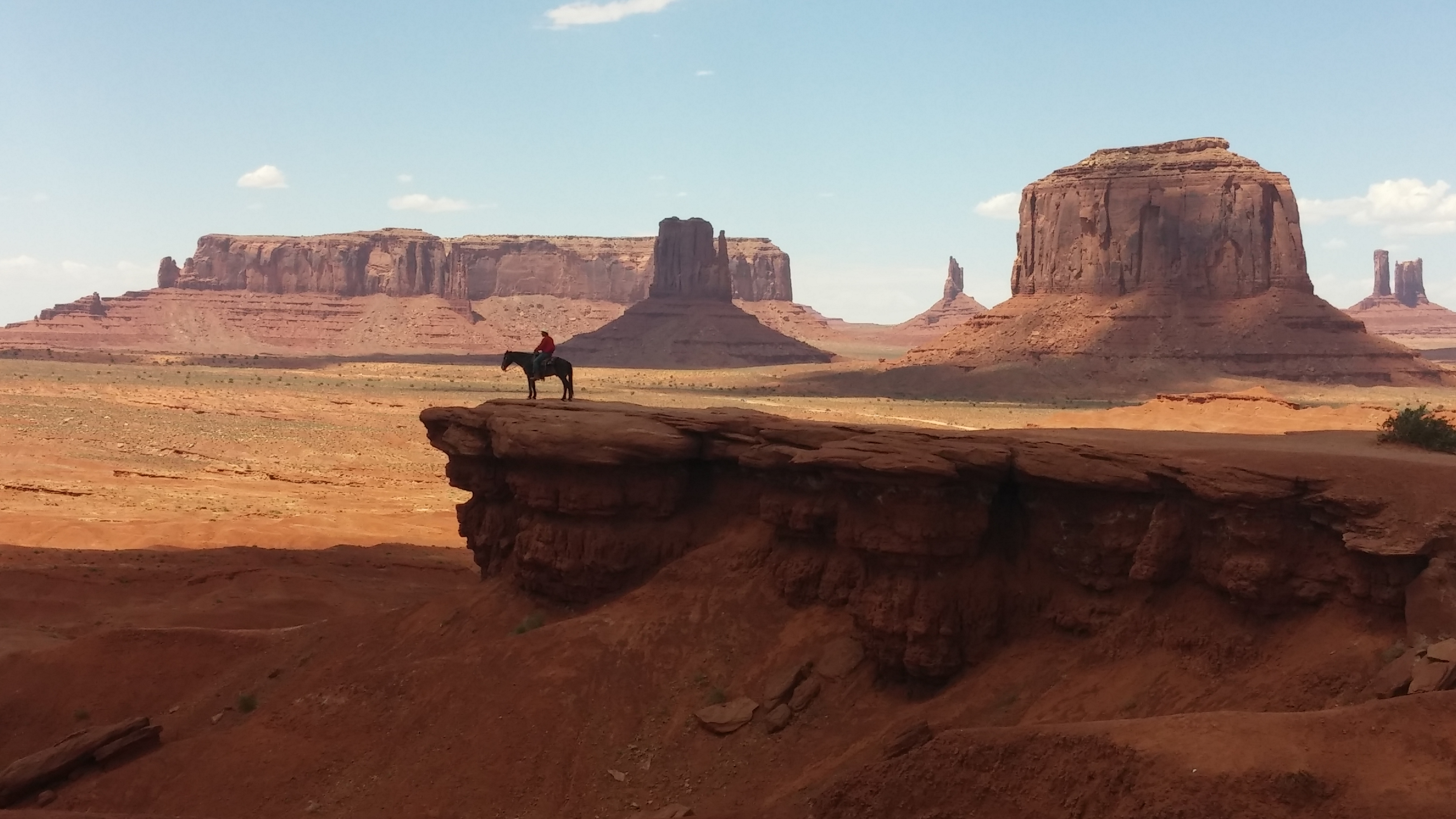
John Ford's point in de Monument Valley in het reservaat van de Dineh (Navajo)

Monument Valley (Navajo: Tse'Bii'Ndzisgaii) is een gebied in de Verenigde Staten, op de grens tussen de staten Utah en Arizona, dat bekendstaat om de unieke rotsformaties. Het is gelegen op het Colorado Plateau op 100 km ten westen van Four Corners, het punt waar de staten Utah, Arizona, Colorado en New Mexico bij elkaar komen. Monument Valley maakt deel uit van het Monument Valley Navajo Tribal Park der Navajo-indianen, en is bereikbaar via U.S. Route 163.

## Geologie
De vallei, gelegen op het Colorado Plateau op een hoogte van zo'n 1700 meter boven zeeniveau, bestaat uit zandsteen en siltsteen en heeft zijn karakteristieke rode kleur te danken aan het in de bodem aanwezige ijzeroxide. Door erosie van de bodem hebben zich zandsteenformaties gevormd die tussen de 100 en 300 meter hoog zijn en namen als East and West Mitten, Totem Pole en Three Sisters dragen.
Het gebied rond Monument Valley was eens een laagland. Gedurende miljoenen jaren werd er, door erosie van de toen nog jonge Rocky Mountains, materiaal gedeponeerd waardoor langzaamaan een plateau ontstond dat bijna 5000 meter boven zeeniveau reikte.
Tijdens de laatste 50 miljoen jaar is veel van dit materiaal op zijn beurt weer geërodeerd. De zachtere lagen waren meer aan erosie onderhevig dan de hardere gesteenten, waardoor de nu te bezichtigen formaties overbleven.

## Symbool van het Wilde Westen
Monument Valley is wellicht een van de meest gefotografeerde gebieden van Amerika. Het decor van de rode rotsformaties en de omringende woestijn heeft als set dienstgedaan in menige western en documentaire over het Wilde Westen. Enkele films die hier zijn opgenomen zijn de door John Ford geregisseerde film Stagecoach uit 1939 met John Wayne in de hoofdrol, Sergio Leone's Once Upon a Time in the West en Clint Eastwoods The Eiger Sanction. Ford zou nog negen andere films in het gebied maken. Ook Back to the Future III is hier deels opgenomen. Ook heeft Monument Valley gefigureerd in televisiefilms en -series, advertentiecampagnes en reisbrochures als hét symbool van het Westen.
Goulding, dat in 1923 als handelspost werd gesticht, is het enige stadje van betekenis. Hier is het bezoekerscentrum van het Monument Valley Tribal Park gehuisvest. Het wordt beheerd door de Navajo-stam.